# Bernhard Winkler (Architekt, 1929)
Bernhard Winkler (* 29. März 1929 in Sand in Taufers; † 28. April 2024 in Starnberg) war ein deutsch-italienischer Architekt, Designer, Stadtplaner und Hochschullehrer.

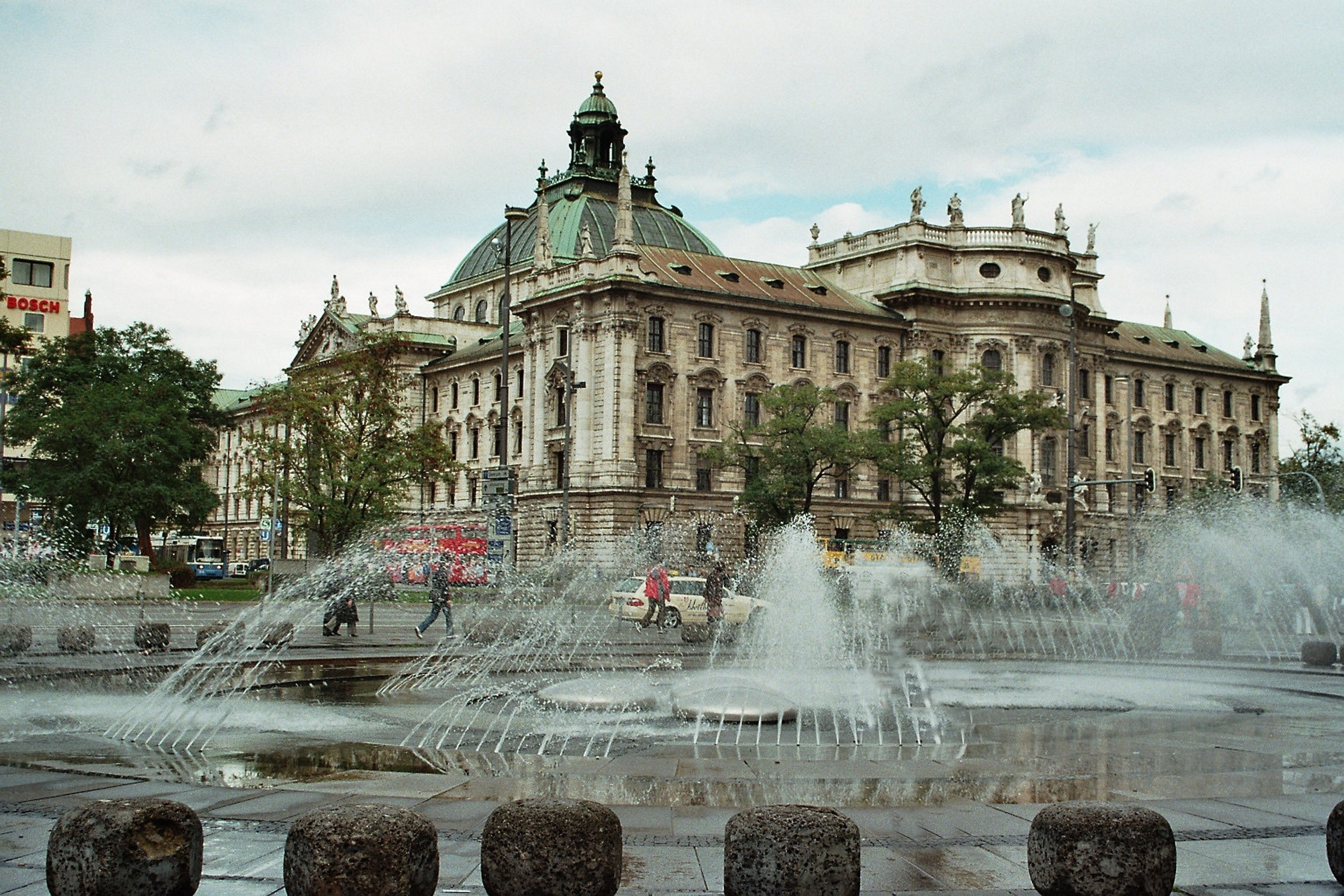
Stachusbrunnen in München

## Leben
Der gebürtige Südtiroler Bernhard Winkler studierte Architektur und Urbanistik an der Universität Rom und an der Technischen Hochschule Stuttgart, als Abschluss erwarb er 1955 den akademischen Grad eines Diplom-Ingenieurs. Er war als freier Architekt tätig, bevor er 1973 zum ordentlichen Professor für Entwerfen und industrielle Formgebung an die Fakultät für Architektur der Technischen Universität München berufen wurde. Bei seiner Emeritierung hatte Winkler den Lehrstuhl für Entwerfen von Bauten und Industrielle Formgebung inne. Er war Mitglied im Bund Deutscher Architekten.
Winkler wird als „Vater der Fußgängerzone Münchens“ bezeichnet. Er realisierte eine Vielzahl an Brunnen in München, die in der Liste Münchner Brunnen verzeichnet sind. Er war nicht nur in Deutschland im Bereich Stadtplanung tätig, sondern plante auch in den Städten Florenz, Verona, Bozen, Riva del Garda, Venedig, Rom, Genua und Toledo. Auch in seinem Südtiroler Heimatort Sand in Taufers wirkte Winkler an wichtigen planerischen Grundsatzentscheidungen mit: Er unterstützte 1972 mit seinem Zone-A-Plan die Verkehrsberuhigung des Ortes sowie die Unterschutzstellung des weitläufigen Tauferer Bodens und entwarf den modernen Zubau am Rathaus als den Sitz der Mittelpunktsbibliothek Josef Andreas Jungmann.

## Bauwerke

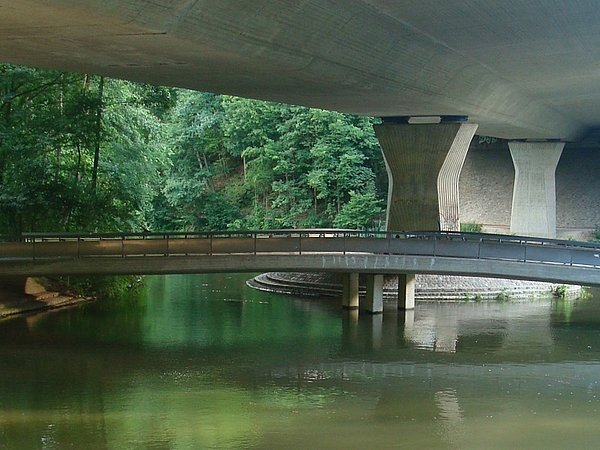
Hainbrücke

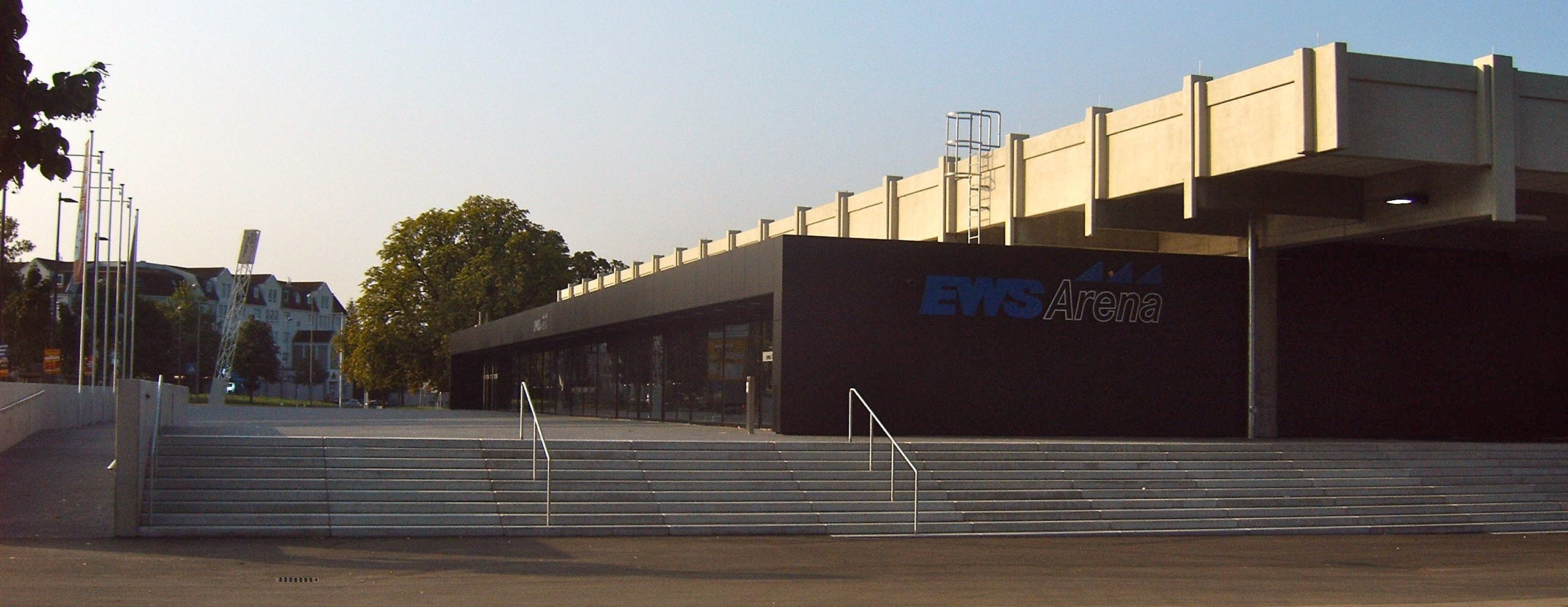
Hohenstaufenhalle in Göppingen

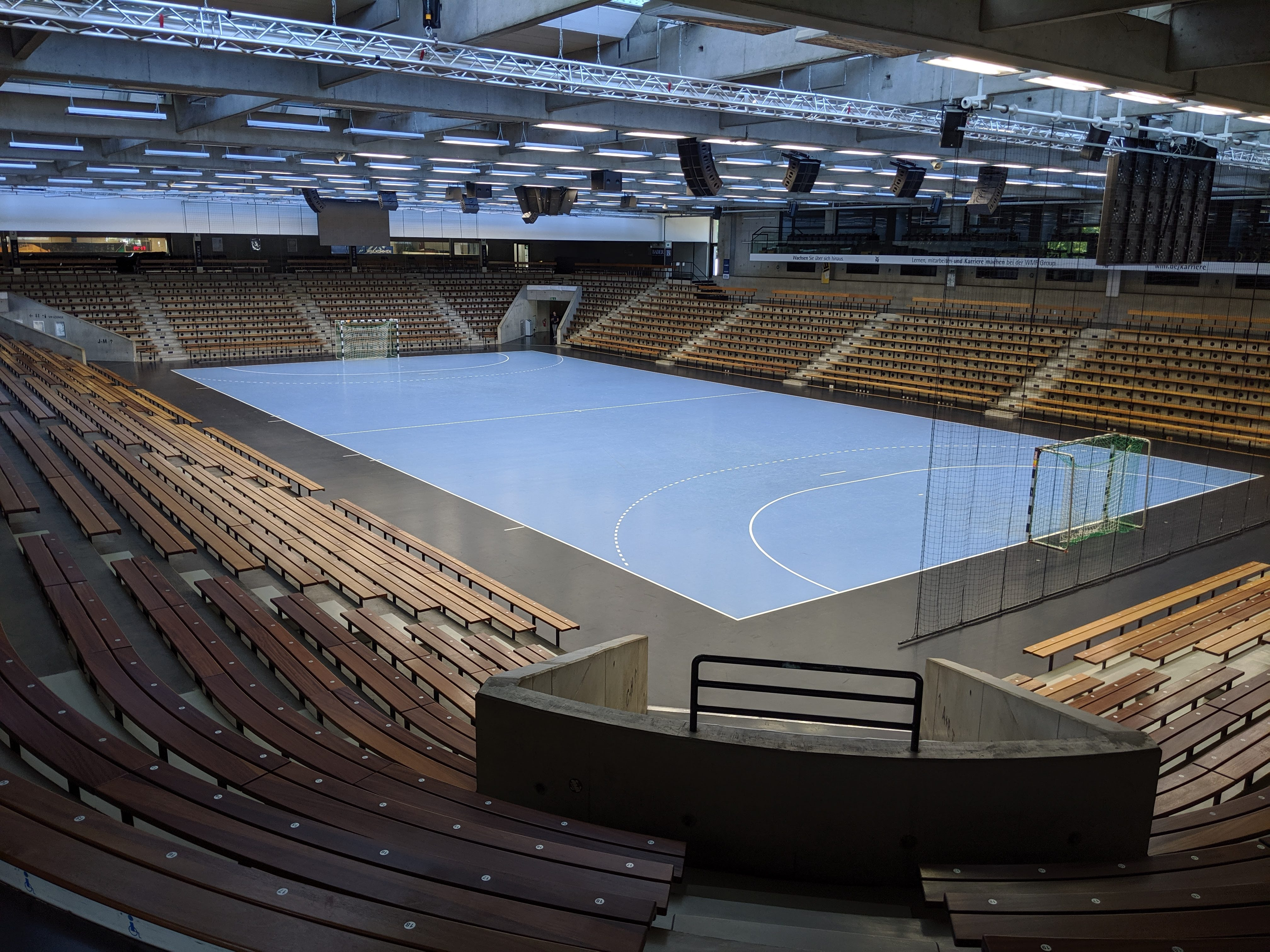
Hohenstaufenhalle, Innenraum

- 1956: Gymnasium in Göppingen (gemeinsam mit Hermann Schröder)
- 1967: Hohenstaufenhalle in Göppingen
- 1972: Fußgängerzone in München
- 1972: Wasserpilzbrunnen am Frauenplatz in München[12]
- 1972: Stachusbrunnen am Karlsplatz in München
- 1973: Hainbrücke und darunterliegender Wasserlandschaft in Bamberg-Hollergraben[13]
- 1977–78: Fußgängerzone in Bamberg (mit Röhrenbrunnen[14] und Obstmarktbrunnen)[15]
- 2000–01: Mittelpunktsbibliothek Josef Andreas Jungmann in Sand in Taufers
- Katholisches Pfarramt St. Maria in Starnberg[16]

## Auszeichnungen und Preise
- 1971: BDA-Preis Bayern für den Gärtnerhof auf dem Olympiagelände in München
- 1973: BDA-Preis Bayern für die Hainbrücke in Bamberg-Hollergraben

## Ehemalige Assistenten
- 1989–93: Ludwig Wappner

## Ausstellungen
- 1998: Stadtraum und Mobilität, Architekturgalerie München[17]
- 2015: Munich is a modern city, Maximiliansforum[18]

## Schriften
- (als Herausgeber, gemeinsam mit Heribert Hamann): Mechanik in der Architektur. Band I. Zweisemestriges Seminar am Lehrstuhl für Entwerfen von Bauten und Industrielle Formgebung. Technische Universität München, München 1989.
- Stadtraum und Mobilität. Die Wiedergeburt des öffentlichen Raumes in Italiens historischen Städten. (Spazio urbano e mobilità. La rinascita dello spazio pubblico nelle città storiche italiane.) AV Edition, Stuttgart 1998, ISBN 3-929638-15-0.